# Várady Rózsa
Heltai Nándorné Várady Rózsa (Szeged, 1863. február 7. – Gödöllő, 1956. december 24.) színésznő. Heltai Nándor felesége, Heltai Andor édesanyja.

## Életútja
Színészszülők gyermeke. Atyja Várady Ferenc (1820–1893), a régi gárdából való színigazgató, anyja Németh Emília (1831–1917), egy Szatmár megyei ügyvéd leánya. Atyjával egyidejűleg még két Váradi Ferenc működött a színi pályán, szükség volt tehát megkülönböztető jelzőkre és az ő atyját a »becsületes« jelzővel tisztelték meg. Régi szabású puritán ember volt, feleségével együtt, akik gyermekeiket a legszigorúbb polgári módon nevelték. Idősebb leányuk, Antónia, kitűnő színésznő volt, korán elhalt, de maradt még három lánya: Rózsa, Emma és Ibolyka, akik egyúttal társulatuknak erősségeinek bizonyultak, és azon erdélyi városokban, ahol a leghosszabb ideig működtek, a közönség kedvenceinek számítottak. Emma fiatalon halt el, Ibolyka, Orbán Árpád karnagynak lett a felesége és férje nem engedte többé a színpadra lépni. Rózsa, akit később Heltai Nándor vett nőül 1890-ban Munkácson, kiváló drámai és vígjátéki színésznő volt. Játszott szende, naiv és vígjátéki szubrett-szerepeket. Különösen az utóbbiakban volt a legkiválóbb. Atyja társulatánál gyakran vendégszerepeltek nagynevű színészek, mint Molnár György, Szacsvay Imre és felesége, Mátray Béla, Ditrói Mór és neje Eibenschütz Mari, Zilahy Gyula, de leggyakrabban E. Kovács Gyula, akikkel sok klasszikus szerepet játszott és kedvelt partnerük volt. E nagynevű művészek szerették volna Várady Rózsát a kolozsvári Nemzeti Színházhoz vinni, de szülői hallani sem akartak róla, hogy őket és társulatukat elhagyja. Későbbi éveiben kiváló anyaszínésznő volt. Miután férje az Országos Színészegyesület tisztviselője lett, visszavonult a színpadtól. Gödöllőn hunyt el, 93 éves korában.